# Frank Palm
Frank Palm (* 30. Dezember 1962 in Birkenfeld) ist ein deutscher Kieferchirurg und Hochschullehrer.

## Leben
Palm studierte ab 1987 an der Georg-August-Universität Göttingen Medizin und Zahnmedizin. 1988 wurde er im Corps Teutonia-Hercynia recipiert. Als Assistenzarzt an der Universität Ulm wurde er 1995 noch Mitglied des damals in Ulm ansässigen Corps Ratisbonia. 1996 wurde er in Ulm zum Dr. med. promoviert. 1999 wurde er dort Facharzt für Mund-, Kiefer- und Gesichtschirurgie. 2001 wurde er mit einer zweiten Dissertation zum Dr. med. dent. promoviert. Er arbeitete bis 2003 am Bundeswehrkrankenhaus Ulm und ging dann nach Konstanz, wo er am Klinikum zunächst Arzt und 2008 Chefarzt für Plastische Kiefer- und Gesichtschirurgie wurde. 2004 wurde er Professor an der Universität Chișinău (Republik Moldau), wo er sich im Rahmen eines humanitären Projekts am Aufbau der kieferchirurgischen Abteilung der Klinik beteiligte. 2008 wurde Palm zum Professor der Universität Pisa für Implantologie und Oralchirurgie ernannt.